# Port lotniczy Kassel
Port lotniczy Kassel (niem. Flughafen Kassel) – port lotniczy położony 1,9 kilometra na zachód od Kassel w Calden, w Hesji, w Niemczech.
Lotnisko zostało otwarte w kwietniu 2013. Do 2015 port lotniczy znany był pod nazwą Kassel-Calden.

## Linie lotnicze i połączenia
| Linia Lotnicza    | Kierunek |
| ----------------- | --- |
| Corendon Airlines | Sezonowo: 1. Antalya                                                                                          |
| Rhein-Neckar Air  | Sezonowe czartery: 1. Heringsdorf 2. Sylt                                                                     |
| Sky Alps          | Sezonowo: 1. Bolzano                                                                                          |
| Sundair           | 1. Fuerteventura 2. Hurghada Sezonowo: 1. Gran Canaria 2. Heraklion 3. Palma de Mallorca 4. Teneryfa-Południe |